# Кевин Маккаллистер
Ке́вин Макка́ллистер (англ. Kevin McCallister) — главный герой серии фильмов «Один дома», созданный Джоном Хьюзом и первоначально сыгранный американским актёром Маколеем Калкиным. Для Калкина эта роль стала прорывом в актёрской карьере и до сих пор остаётся самой известной ролью. Маколей Калкин исполнил роль Кевина в первых двух фильмах, а в четвёртом фильме роль Кевина исполнил Майк Вейнберг.
В честь Кевина Маккаллистера в Музее мадам Тюссо в Амстердаме была поставлена восковая фигура.

## Появления в фильмах

### До событий всех фильмов
История рождения и раннего детства Кевина Маккаллистера неизвестна. На момент событий первых двух фильмов он живёт в американской деревне Уиннетка в штате Иллинойс в доме 671 на Бульваре Линкольна.
В первом фильме Кевин говорит, что ему восемь лет (в сценарии ему 7 лет). Во втором фильме он говорит, что ему 10 лет, но сам же упоминает, что события первого фильма произошли только за год до этого.

### События«Один дома»
Когда Кевину было восемь лет, семья Маккаллистеров решила на Рождество полететь в Париж, во время ужина Кевин поссорился с братом, из-за чего его наказали и Кевин желает, чтобы он остался дома один. На утро, когда вся семья уехала, про Кевина забывают, и он остаётся дома один. Проснувшись и осознав, что он остался дома один, Кевин радуется, что его желание сбылось и он обрёл независимость. Однако вскоре Кевин начинает бояться своего соседа, старика Марли, который, по слухам, убил свою семью лопатой для уборки снега в 1958 году. Кроме этого, мальчик боится «мокрых бандитов» Гарри и Марва, которые посредством взлома проникали в другие пустующие дома в округе, а теперь нацелились на дом Маккаллистеров. Кевин хитростью внушает им, что вся семья осталась дома, дабы грабители отложили свои планы по ограблению их коттеджа. Однако они позже догадываются, что Кевин дома один и всячески обманывает их. В канун Рождества мальчику удаётся подслушать, что они планируют вломиться в дом Маккаллистеров предстоящей ночью. Кевин идёт в церковь и слушает выступление детского хора. Там он встречает старика Марли, который подсаживается к Кевину, и они разговаривают друг с другом. Кевин узнаёт, что Марли на самом деле хороший человек, и что плохие слухи о нём ложны. Марли рассказывает мальчику, что часто приходит на выступления хора, где поёт его внучка, но они никогда не видятся, потому что он и его сын поссорились, и не разговаривали около пяти лет. Кевин предлагает Марли попробовать помириться с сыном.
Кевин возвращается домой, расставляет ловушки, побеждает с их помощью грабителей и их забирает полиция. На следующее утро в день Рождества, семья Кевина вернулась домой и вновь воссоединилась с младшим сыном. Кевин извиняется перед мамой. Марли в это время помирился со своим сыном и заметив Кевина машет ему рукой. Базз замечает беспорядок в своей комнате, который Кевин устроил и по всей вероятности Базз наказал младшего брата. Дальнейшие события весной, летом и осенью до событий следующего фильма неизвестны.

### События«Один дома 2: Потерявшийся в Нью-Йорке»
Семейство Маккаллистеров собирается отправиться на Рождество во Флориду. Накануне на рождественском школьном концерте Базз унижает Кевина во время его сольного пения на глазах у всех, из-за чего Кевин срывает концерт, неудачно толкнув Базза в отместку. Дома Базз публично извиняется перед Кевином, но Кевину кажется, что тот лицемерит. Кевин высказывает семье всё, что думает о предстоящей поездке, из-за чего в наказание его вновь отправляют ночевать на третий этаж. На следующий день, как и в прошлый раз, Маккаллистеры чуть не просыпают отъезд. Однако Кевин на этот раз не отстаёт от семьи. В аэропорту он на минуту останавливается, чтобы вставить батарейки в диктофон, путает своего отца Питера с мужчиной в похожем пальто и после череды путаницы оказывается на борту лайнера, вылетающего в Нью-Йорк, пока его семья летит во Флориду.
В Нью-Йорке Кевин узнав о своей ошибке, не отчаивается, посчитав, что это именно то, чего он и хотел. Тем более, что у него при себе осталась сумка Питера с кредиткой и большой суммой наличных. Кевин решает отправиться в отель «Плаза», рекламу которого он видел по телевизору. По пути ему встречается страшного вида женщина в лохмотьях, кормящая голубей, и Кевин убегает от неё. Предварительно заказав номер в отеле с помощью диктофона, Кевин расплачивается кредитной картой своего отца. На следующий день, заказав лимузин и поехал в магазин игрушек «Сундучок Данкана», владелец которого, Данкан, объясняет Кевину, что вся выручка за рождественские дни пойдёт на помощь больным детям. Кевин даёт ему несколько долларов для детей, и Данкан дарит две горлицы и советует подарить одну из них тому человеку, которого он считает своим другом. Кевин выходит из магазина и попадает в руки бандитов Гарри и Марва, которые сбежали из тюрьмы, называются уже «липкими бандитами» и теперь грабят магазины. Они планируют отомстить Кевину за то, что тот отправил их в тюрьму, а заодно раскрывают ему свой план: в эту ночь они ограбят «Сундучок Данкана». Кевин тайком записывает их слова на диктофон, сбегает и возвращается в «Плазу», но администраторы гостиницы, застукали, что карта краденная и пытается поймать его. Кевину удаётся сбежать, и он прячется в Центральном парке. Он решает заехать в гости к своему дяде Робу, но в их доме стоит ремонт, а дядя Роб и его жена находятся за границей. Кевин шатается по улицам, вновь встречает ту самую женщину с голубями, но Кевин больше не боится её. Она отводит его на чердак Карнеги-холла, где они смотрят концерт в честь Рождества. Между ними происходит доверительная беседа, и Кевин обещает быть другом одинокой женщины.
Кевин вспоминает об ограблении «Сундучка Данкана» и решает, что грабителей надо остановить. Он бежит в дом дяди Роба и сооружает серию ловушек по всему дому. Затем Кевин прибывает в «Сундучок» и фотографирует грабителей, а затем выманивает их. Бандиты не на шутку злятся и намереваются отнять фотоаппарат-улику. Они гонятся за Кевином, и он приводит их в дом дяди Роба. Понимая, что Кевин находится в чужом городе и в чужом доме, а, следовательно, у него нет возможности защитить себя, бандиты со спокойной душой идут ловить его. Однако множество грамотно расставленных ловушек не дают им этого сделать. Кевин звонит в полицию и говорит, что поймал двух грабителей, а узнать их местоположение можно по фейерверку в Центральном парке. Гарри и Марв всё же ловят Кевина и Гарри достает револьвер, чтобы застрелить Кевина, но птичница в очередной раз спасает его, засыпав бандитов зёрнами пшена, после чего Гарри и Марва атакуют птицы. Полицейские берут оставленные Кевином фотографии и диктофонные записи, которые являются прямыми доказательствами вины бандитов, и арестовывают их. Кевин идёт в Рокфеллеровскому центру, где его находит мама. Они обнимаются и извиняются друг перед другом, а затем возвращаются в отель «Плаза».
На следующее утро от мистера Данкана в отель приносят подарки в качестве награды Кевину за срыв ограбления. Кевин, открыв свой первый подарок, выбегает на улицу и отдаёт в подарок птичнице вторую горлицу, полученную от Данкана — символ дружбы. Однако отец получает счёт и узнаёт, что его сын за жильё в отеле потратил почти одну тысячу долларов и, по всей видимости, его опять наказали.
В событиях третьего фильма Кевин не упоминается.

### События«Один дома 4»
Питер Маккаллистер собирается расставаться с Кейт и сообщает, что он живёт со своей новой и богатой подругой Натали в её особняке. Троим детям, Баззу, Меган и Кевину, он говорит, что они являются организаторами визита британской королевской семьи и приглашает всех желающих провести Рождество с ним и Натали. После изначального отказа Кевин приезжает в дом Натали после того, как его в очередной раз мучает Базз. В своей новой спальне Кевин наслаждается временем, последними новинками и своей новой жизнью. На следующее утро Питер и Натали уезжают из дома, тогда как Кевин остаётся с дворецким Прескоттом и горничной Молли. В это время в дворец пытаются прорваться Марв и его жена Вера, с которой Марв поженился в тюрьме, а что стало с Гарри неизвестно. Кевин пытается сообщить Прескотту, но он не слышит, так как Марв изменил систему безопасности. Следя за грабителями, Кевин затапливает дом и прогоняет их. Вернувшиеся Питер и Натали, вместе с дворецким, узнав о случившемся, не верят словам Кевина.
Питер пытается загладить перед Кевином вину, а следующим вечером, как Питер и Натали снова покидают дом, Кевин замечает Марва и Веру, переодетых в официантов. Мистер Прескотт предупреждает Кевина о том, что может произойти сегодня вечером, но он обманывает Прескотта и запирает в морозильной камере. Кевин следит за грабителями, слышит о плане похищения юного принца и вновь срывает их план, но при этом портит вечеринку. Питер гневается на этом мероприятии, отказывается верить Кевину и предполагает, что Кевин пытается положить конец его отношениям с Натали. Однако Кевин не унывает и решает разобраться с этим вопросом сам. К следующему утру, вновь расставив ловушки, Питер и Натали едут встречать королевскую семью, тогда как Кевин снова остаётся дома. Вскоре он узнаёт от Молли, что она является матерью Марва и сообщником грабителей. Кевин вместе с дворецким оказывается заперты в винном погребе и последний помогает ему сбежать через шахту лифта. Кевин заманивает Марва и Веру в ловушку, а их сообщница Молли застревает в лифте. Со временем Кевин и Прескотт побеждают грабителей и вызывают полицию. Увидев свою семью, Кевин выгоняет Марва и Веру из дома, но их сбивают Базз и Меган. Прибывшая с королевской семьёй Натали видит, как полиция арестовывает грабителей. Питер расстаётся с Натали, а члены королевской семьи проводят Рождество с Маккаллистерами, которое становится хорошим подарком для всех, кроме Натали и пойманных грабителей.
Хронологически фильм, очевидно, разворачивается в промежутке между первыми двумя фильмами, потому что возраст Кевина озвучен как 9 лет: в первых двух фильмах ему 8 и 10 лет, соответственно.

### События«Один дома» (2021)
Несмотря на то, что этот фильм является ремейком первого фильма франшизы, он не полностью повторяет его сюжетно, и Кевин не является его главным героем, но при этом косвенно упоминается другим персонажем. Главный герой — другой мальчик, оказавшийся в схожей ситуации спустя 30 лет после событий первого фильма, но, очевидно, в том же городе, так как одним из героев фильма является Базз — старший брат Кевина, который теперь работает патрульным полицейским и упоминает о брате в разговоре со своим коллегой, говоря, что с того момента, как он пошёл работать в полицию, Кевин каждое Рождество посылает в полицию ложные сигналы о детях, которых родители якобы оставили дома одних. По мнению Базза, младший брат таким способом мстит всей их семье и ему лично за всё то, что по их вине происходило в событиях первых двух фильмов.

## Появления в играх

### Home Alone(1991)
Кевин Маккаллистер случайно остаётся один дома, а его семья уезжает в Париж. В это время бандиты Гарри и Марвин собираются обокрасть как можно больше домов в округе; они решают начать с дома Маккаллистеров. Кевин должен помешать им.
Сюжет игр, несмотря на сходную тематику, неодинаков и отличается у разных версий. Например, в версиях для карманной консоли Game Boy, а также игровых платформ NES и SNES герой защищает от бандитов только дом Маккаллистеров, дожидаясь приезда полиции, в то время как в версиях для Sega он должен таким же образом защитить несколько домов, включая собственный.

### Home Alone 2: Lost in New York(1992)

Кадр из первого уровня Home Alone 2: Lost in New York для Sega Mega Drive/Genesis

Семейство Маккаллистеров собираются отправиться в Майами, Флорида, чтобы встретить там Рождество. Но в аэропорту Кевин, один из сыновей Маккаллистеров, случайно садится не в тот самолёт и оказывается в Нью-Йорке, в то время как остальная семья улетает в Майами.
В это время из тюрьмы сбегают «Мокрые Бандиты» — Гарри и Марвин; они встречают Кевина в аэропорту и пытаются поймать его. Одновременно бандиты планируют ограбить магазин игрушек Дункана, и Кевин должен помешать им сделать это.

### Home Alone(2006)
Сюжет игры имеет некоторые отличия от оригинального фильма.
Бандиты Гарри и Марвин отправляются в городок Уиннетка. Выбрав один из кварталов, они решают ограбить здесь несколько домов, в одном из которых живёт семья Маккаллистеров. Незадолго до этого Маккаллистеры уезжают на каникулы в другой город, случайно оставив дома одного из младших членов семьи — Кевина. Вместе со своими друзьями он решает защитить дома в округе от нападения грабителей.

## Другие появления
Кевин Маккаллистер (в исполнении всё того же Калкина) появляется в одной из серий интернет-сериала «DRYVRS», и рассказывает о своём опыте ребёнка, забытого дома его родителями. В ответ на видео того интернет-сериала, на сайте Reddit, Дэниэл Стерн выпустил видео, где в образе Марва упомянул своего напарника Гарри и обещает вернуться, чтобы помочь ему защититься от коварных ловушек Кевина.
19 декабря 2018 года для Google Assistant был снят короткометражный рекламный фильм. Маколей Калкин вновь повторил роль Кевина Маккаллистера. В короткометражках воссоздавались сцены из оригинального фильма 1990 года, когда Маккаллистер брился, прыгал на кровати и украшал ёлку, прося помощника Google установить напоминания для него. Рекламный ролик сразу стали вирусным. Ральф Фуди, Дэниел Стерн и Джо Пеши переиграли свои роли из фильма «Один дома» через архивные кадры и аудио.

## Семья
Кевин — младший ребёнок в семье Кейт и Питера Маккаллистеров. У него есть два старших брата — Базз и Джефф, и две старшие сестры — Линни и Меган. В новеллизации сказано, что Питер является бизнесменом, а Кейт — модельером, что объясняет, как их семья смогла позволить себе большой дом, и почему в его подвале хранится множество манекенов.
У Кевина много родственников: две тёти — Лесли и Жоржетта, и два дяди по отцовской линии — Фрэнк и Роб. Роб и Жоржетта изначально жили в Нью-Йорке, но затем перед началом событий первого фильма переехали в Париж, куда Роба перевели по рабочим делам. Фрэнк и Лесли на момент событий обоих фильмов живут в Огайо. От Фрэнка и Лесли у Кевина имеется четверо двоюродных братьев и сестёр (Трейси, Сондра, Брук и Фуллер, который носит очки и славится тем, что пьёт колу и мочится в кровать), а от Роба и Жоржетты — Хезер, Род и Стефан с двумя неназванными кузинами-близнецами.

## Критика и отзывы

### Награды
В 1990 году Маколей Калкин был номинирован на премию «Золотой глобус» в номинации «Лучшая мужская роль». Также Калкин выиграл награды «American Comedy Awards» в категории «самый смешной актёр», «Премия кинокритиков Чикаго» в категории «самый перспективный актёр» и «лучший молодой актёр» за роль Кевина Маккаллистера в фильме «Один дома».

### В рейтингах
- Журнал «Filmsite» поставил Кевина Маккаллистера на 99-е место в списке «100 лучших персонажей фильмов всего времени»[12].

## Интересные факты
- Существует фанатская теория, что Джон Крамер из «Пилы» — это повзрослевший Кевин Маккаллистер. Маколею Калкину, актёру, сыгравшему Кевина, и Джеймсу Вану, режиссёру «Пилы», понравилась данная теория[13][14].
- 24 декабря 2019 года на YouTube появился переделанный отрывок из первого фильма, где с помощью программы Deepfake Маколея Калкина в роли Кевина заменили на Сильвестра Сталлоне[15]. На момент 2024 год видео набрало восемь миллионов просмотров.